# روژیشچه
شهر روژیشچه (به روسی: Рожище) در استان ولین در کشور اوکراین واقع شده‌است. جمعیت این شهر ۱۲,۵۸۴ نفر (۲۰۲۱ تخمینی) است.